# メイウッド (イリノイ州)

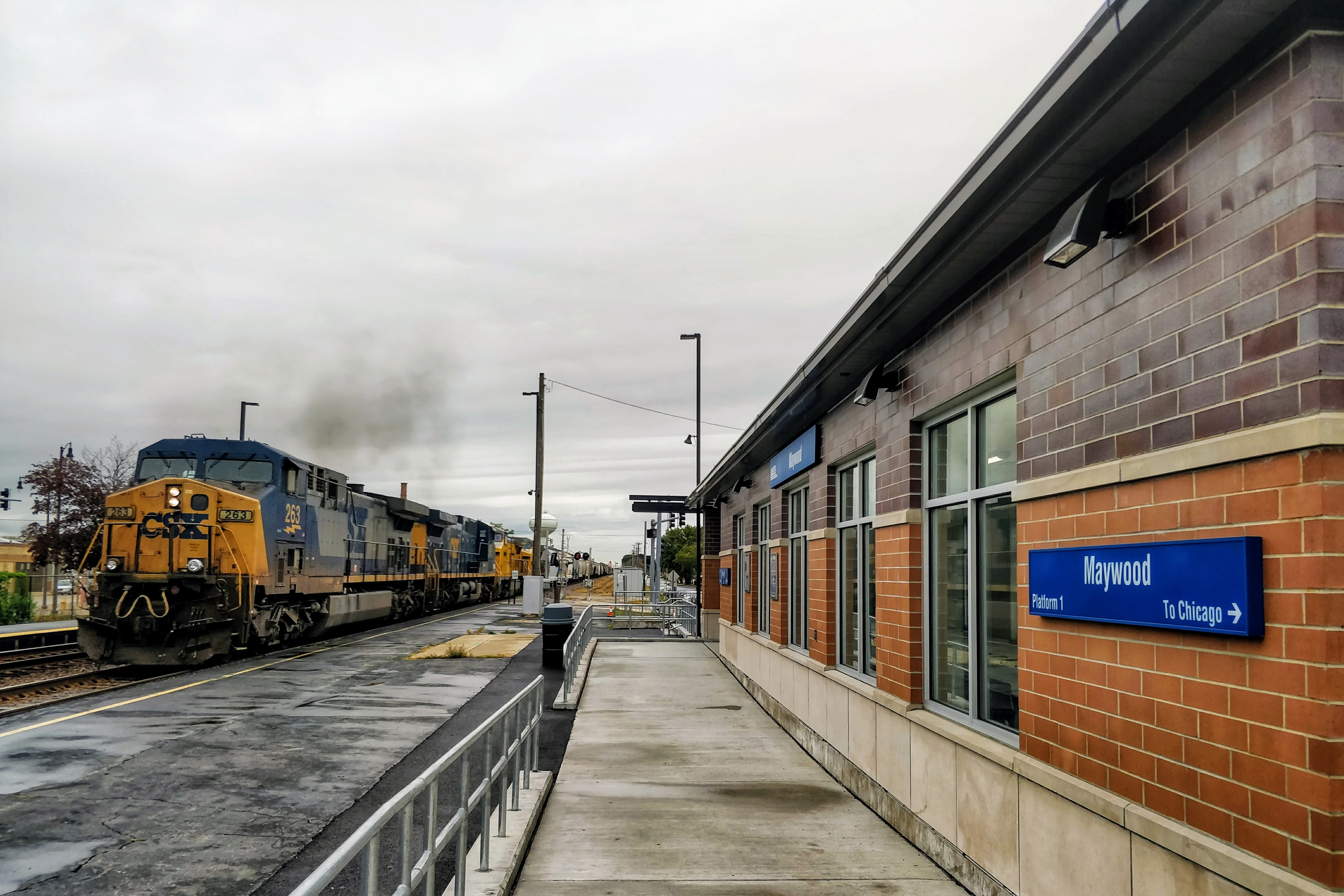
メイウッド駅

クック郡内の位置

メイウッド（Maywood）は 、アメリカ合衆国イリノイ州のクック郡にある村。人口は2万3512人（2020年）。シカゴの西15キロメートルに位置している。住民はアフリカ系アメリカ人の割合が高い。

## 歴史
1869年に設立された。

## 地理
メイウッドの座標は北緯41度52分52秒 西経87度50分36秒 / 北緯41.88111度 西経87.84333度である。面積は7.04km2である。

## 人口動勢
2010年アメリカ合衆国国勢調査によれば、人口密度は3,848 /km2 (9,965.7/mi2) である。この村の人種的な構成は白人9.7%、アフリカン・アメリカン82.7%、先住民0.1%、アジア0.3%、その他の人種5.6%、及び混血1.6%である。ヒスパニックまたはラテン系は人口の10.5%である。

## 出身者
- バジル・ベネット - アントワープオリンピックハンマー投銅メダリスト。
- レジー・ブラウン - コメディアン。バラク・オバマの物真似で知られる。
- シャノン・ブラウン - バスケットボール選手。
- スターリング・ブラウン - バスケットボール選手。